# 浙江大学国家大学科技园
浙江大学国家大学科技园，简称浙江大学科技园，是依靠浙江大学在科技、人才、实验设备和文化氛围各方面的资源优势而建立的从事科技创新、科技成果转化与产业化的基地。成立于2000年，为浙江大学的一个直属单位。它是中国首批15个大学科技园试点园区之一，2001年5月被科技部、教育部联合批准为国家级大学科技园。

## 简介
科技园座落在紧邻玉泉校区的老和山北麓。规划建设面积1700亩，园区环境优美，具备商务、会议、餐饮等完善的配套设施；其中启动区块创业孵化楼群占地52亩、建筑面积6.8万平米，于2004年建成使用。
科技园为入园企业提供各方面服务，如工商注册、技术转移、项目申请、政策咨询、经营管理、法律事务、财务税务、投融资、市场营销、培训和国际交流等。目前入园企业近千家，注册资本超30亿元，总员工数超万人。
2008年12月，科技园与西湖区政府联合建立杭州市大学生创业园（西湖·浙大科技园），已创办170多家大学生创业企业。此外，科技园依照“一园多点”原则，在宁波、南昌和湖州长兴县建有分园。

## 荣誉
- 2003年4月，被科技部认定为全国首批“技术创新基金小额资助试点依托单位”之一
- 2003年10月，被省科技厅认定为首批“浙江省重点科技企业孵化器”
- 2003年12月，被团省委和省青联评为 “浙江省青年创业基地”
- 2004年6月，被认定为杭州国家软件产业基地拓展区块
- 2004年12月，被认定为“杭州市科技企业孵化器”
- 2006年12月，被科技部认定为“国家高新技术创业服务中心”
- 2007年5月，被科技部认定为“科技型中小企业技术创新基金大学生创业项目服务机构”
- 2008年4月，被杭州市评为“杭州市十佳科技企业孵化器”
- 2008年6月，被团省委、科技厅认定为“浙江青年创业创新示范基地”
- 2008年12月，被科技部授予“国家科技计划（火炬计划）实施二十周年先进服务机构”
- 2009年8月，被科技部、教育部联合认定为“国家级大学生科技创业实习基地”[1]